# Eve Oja
Eve Oja (Tallinn, 10 de outubro de 1948 – 27 de janeiro de 2019) foi uma matemática estoniana, especialista em análise funcional. Foi professora da Universidade de Tartu.

## Vida e educação
Oja estudou na Universidade de Tartu, completando sua graduação em 1972 e obtendo um doutorado em 1975. Foi orientada por Gunnar Kangro, com a tese Безусловные шаудеровы разложения в локально выпуклых пространствах (Unconditional Schauder decompositions in locally convex spaces).

## Carreira
Oja entrou na faculdade da Universidade de Tartu em 1975, lecionando um ano (1977-1978) em Mali, passando um ano (1980-1981) no pós-doutorado na Universidade de Aix-Marselha França.
Foi editor-in-chief do periódico matemático Acta et Commentationes Universitatis Tartuensis de Mathematica desde 1998.

## Reconhecimentos
Oja foi eleita para a Academia de Ciências da Estônia em 2010. Foi também membro da Academia Europeia de Ciência e Arte.

## Morte
Oja morreu em 27 de janeiro de 2019.